# Timoteo II (patriarca Chiesa d'Oriente)
Timoteo II, battezzato con il nome di Giuseppe (... – Erbil, 1332), è stato un vescovo cristiano orientale siro, metropolita di Erbil e patriarca della Chiesa d'Oriente dal 1318 al 1332 circa.

## Biografia
Poche sono le informazioni sulla vita e l'operato di questo patriarca della Chiesa d'Oriente.
Timoteo, battezzato con il nome di Giuseppe, era metropolita di Erbil quando l'ilkhan Oljeitu il 4 luglio 1310 massacrò i cristiani della cittadella di Erbil e ne deportò i sopravvissuti.
Il 13 novembre 1317 morì il patriarca Mar Yab-Alaha III e il sinodo che si riunì per dargli un successore scelse il metropolita Giuseppe, che prese il nome di Timoteo. Tra i motivi che spinsero gli elettori a scegliere Giuseppe fu la sua conoscenza delle lingue. Nel febbraio del 1318 fu consacrato, come da tradizione, nella cattedrale di Mar Mari a Koké, sul sito che un tempo si chiamava Seleucia-Ctesifonte, ma che in epoca araba divenne al-Mada'in. Stabilì la sede del suo patriarcato a Erbil.
Poco tempo dopo la sua ascesa al trono patriarcale, Timoteo convocò un sinodo della Chiesa d'Oriente, l'ultimo di quelli conosciuti, prima del XIX secolo. Il sinodo si concentrò sulla riforma del clero, e le disposizioni di molti dei suoi canoni suggeriscono che molti sacerdoti del patriarcato in questo periodo erano analfabeti o corrotti. Il sinodo decretò che il Nomocanon di Abdisho bar Berika diventasse la fonte ufficiale del diritto ecclesiastico della Chiesa d'Oriente.
A Timoteo è attribuito un importante trattato sui sacramenti della Chiesa, o più precisamente sui riti sacri, divisi in 7 capitoli: il sacerdozio, la consacrazione della chiesa, il battesimo, l'eucaristia, la perfezione ascetica, i funerali, il matrimonio.
La prima parte del patriarcato di Timoteo fu abbastanza pacifica, ma dopo la morte nel 1327 dell'emiro Chupan, protettore dei cristiani, le condizioni per la Chiesa peggiorarono. Fu in questo periodo che il convento di San Giovanni Battista di Maraga fu confiscato e trasformato in moschea; i resti del patriarca Yab-Alaha III, sepolti in questo monastero, furono trasferiti nel convento di San Michele, vicino a Erbil, probabilmente usato da Timoteo come sua residenza patriarcale.
Non si conosce esattamente la data di morte del patriarca Timoteo, avvenuta all'incirca verso il 1332.